# Warburg
Warburg – miasto w Niemczech, w kraju związkowym Nadrenia Północna-Westfalia, w rejencji Detmold, w powiecie Höxter. 

## Charakterystyka
Według danych na rok 2010 liczy 23 436 mieszkańców.
W mieście znajduje się stacja kolejowa Warburg.

## Oflag VI B Dössel
W 1940, 5 km na południowy zachód od Dössel (dzisiaj część miasta Warburg), w miejscu, gdzie wcześniej planowano budowę lotniska, powstał Oflag VI B Dössel (Doessel) – niemiecki obóz jeniecki dla oficerów jeńców.

## Współpraca
Miejscowości partnerskie:
- Falkenberg/Elster, Brandenburgia
- Ledegem, Belgia
- Luckau, Brandenburgia
- Prochowice, Polska
- Walchsee, Austria